# Chiesa di Santa Maria a Argiano
La chiesa di Santa Maria è un edificio sacro situato in località Argiano nei pressi di San Casciano in Val di Pesa.
La chiesa è situata alla fine di una breve e pittoresca stradella che si stacca dalla via che da San Casciano conduce a Cerbaia. Posta su un elegante poggetto, dalla sua posizione l'edificio domina la sottostante valle della Pesa. È intitolata a Santa Maria e come contitolare ha anche San Michele arcangelo, il secondo patrono fu aggiunto dopo la soppressione della chiesa di San Michele Arcangelo, che era posta nelle vicinanze.

## Storia
La chiesa si trova in località Argiano, un toponimo che ha fatto supporre che la chiesa sorga sull'area di un antico luogo di culto di epoca romana: l'Ara Iani, l'ara di Giano.
La chiesa appare citata per la prima volta in una pergamena della badia a Passignano datata 7 ottobre 1199 e in quel documento viene indicato il nome del rettore prete Ruffino. La presenza del rettore indica una certa indipendenza dalla sua chiesa madre, la pieve di Santa Cecilia a Decimo e inoltre può far retrodatare la fondazione dell'edificio di almeno un secolo. In quel tempo il rettore della chiesa era nominato direttamente dal vescovo di Firenze come dimostra un documento del 1260 in cui viene riportata la nomina di prete Rustichello. In quel periodo la chiesa aveva una situazione economica ottima tanto che nello stesso 1260 il suo popolo si impegnò a versare ben 12 staia di grano per il mantenimento dell'esercito fiorentino, una quantità superiore persino a quella dalla pieve di Decimo. La situazione economica era buona anche tra il 1276 e il 1303 quando versa 7 lire annue per le decime. Nel 1310, durante l'episcopato di Antonio d'Orso, Cenni Pisano e i suoi figli, avanguardia dell'esercito di Arrigo VII, devastarono e saccheggiarono le terre di proprietà vescovile poste nel popolo di Argiano. La risposta non si fece attendere e l'8 dicembre 1310 il rettore di Santa Maria prete Chele e il retore della vicina chiesa di San Michele arcangelo lessero in pubblico la bolla di scomunica emanata dal vescovo contro i partigiani dell'imperatore. Due anni dopo, nel novembre del 1312 l'imperatore Arrigo VII pose il suo campo a San Casciano, poco distante dalla chiesa di Argiano.
Il rettore prete Chele rimase in carica fino al 1349, anno della sua morte. Il 4 novembre 1349 la chiesa fu posta sotto le dipendenze della pieve di Decimo e il pievano nominò il nuovo rettore, prete Nicolao. Il popolo di Argiano chiese quasi subito di essere reso indipendente da Decimo e il vescovo approvò questa richiesta. Nel XV secolo tra i visitatori più assidui della chiesa di Argiano ci fu il vescovo Antonino Pierozzi che possedeva una villa adiacente alla chiesa.
Ai primi del XVI secolo le venne annesso il contiguo e più piccolo popolo di San Michele arcangelo. Il 24 marzo 1559 la chiesa di Santa Maria ad Argiano fu annessa alla propositura di San Cassiano. Il popolo di Argiano per l'ennesima volta reclamò la sua indipendenza e, nel 1593 fu nuovamente accontento.
La mancanza di un registro parrocchiale antecedente alla fine del XVII secolo non permette di conoscere le vicende della vita della parrocchia nel XVI e nel XVII secolo. Nel 1708 il rettore era Giuseppe Masini che edificò il nuovo altare maggiore. Il 14 maggio 1759 l'Arcivescovo Francesco Gaetano Incontri, prelato domestico di papa Clemente XIII e principe del Sacro Romano Impero, effettuò una visita pastorale in questa chiesa. Dalla relazione si evince che il porporato si sia congratulato col rettore don Antonio Domenico Bettini per il suo stile di vita, per come governava la sua chiesa e per questo, come premio, concesse l'indipendenza dalla pieve di Decimo, elevò la chiesa a prioria, stabili che alla chiesa fosse versata una somma annua congrua al mantenimento dei parroci e stabilì che da allora in poi i rettori di Argiano portassero il titolo di Priori. Il priore Bettini rimase in carica fino al 1774 quando fu sostituito da don Stefano Calamandrei di San Casciano in Val di Pesa. Durante il suo governo, nel 1796, furono fatti i lavori che trasformarono radicalmente la chiesa. Al Calamandrei venne affiancato quasi subito il reverendo Luigi Falassi che, dopo la nomina del Calamandrei a canonico della propositura, divenne il nuovo priore di Argiano.
Don Luigi Falassi rimase priore fino al 1842 quando venne sostituito da don Luigi Barboni, anch'egli di San Casciano. Durante il suo governo eresse il campanile, tuttora esistente. Nel 1883 venne nominato a priore di Argiano don Scipione Ficalbi e vi rimase fino alla morte nel 1920. Il terremoto del 18 maggio 1895 causò gravi danni e toccò a lui guidare i restauri. Alla sua morte venne nominato un altro sancascianese don Raffaello Malandrini, proveniente dalla chiesa di San Michele a Rupecanina in Mugello. A causa della sua salute malferma rimase solo cinque anni.
Nel 1925 si ebbe la nomina a priore di don Dioniso Moradei, originario di Signa.
Don Moradei impresse una svolta nella vita sonnacchiosa della parrocchia: fonda l'Azione Cattolica parrocchiale, riorganizza la confraternita del Santissimo Sacramento, e si fa promotore di molte altre attività che coinvolsero i parrocchiani; pur personalmente antifascista partecipò e spesso vinse il locale concorso del grano indetto dal regime fascista. Il 21 novembre 1934 accolse nella sua chiesa il cardinal Elia Dalla Costa in visita pastorale. Il suo fervore organizzativo subì una battuta di arresto in occasione della seconda guerra mondiale, che vide la chiesa bombardata e chiusa al culto per molti anni. Don Moradei rimase priore di Argiano fino al 1952, anno della sua morte. Il suo successore fu l'anziano parroco don Gustavo Corti, di Mercatale in Val di Pesa. Negli anni del suo priorato la borgata del Bardella, contigua e facente parte del popolo di Argiano, vide un grande sviluppo edilizio e la popolazione crebbe notevolmente tanto da far diventare angusta la chiesa. Il desiderio di edificare un nuovo edificio di culto dominò gli anni di don Corti e ad appoggiare questo desiderio ci fu anche Monsignor Ermenegildo Florit che più volte chiese un terreno per edificare il nuovo edificio. Don Gustavo Corti rimase in carica fino al 5 luglio 1970, giorno della sua morte. Il suo successore fu don Bruno Manetti, nativo di Rifredi che rimase in carica fino al 19 marzo 1990. Oltre al cambio del priore nel 1970 altri due avvenimenti interessarono la vita della chiesa: prima le venne anneso il popolo di Santo Stefano in Petriolo e poi il 21 luglio venne rubato l'importante quadro qui custodito.
Nel 1993 venne inaugurato un nuovo spazio liturgico ricavato da un fienile adiacente che ha una capacità di circa 200 persone.

## Descrizione

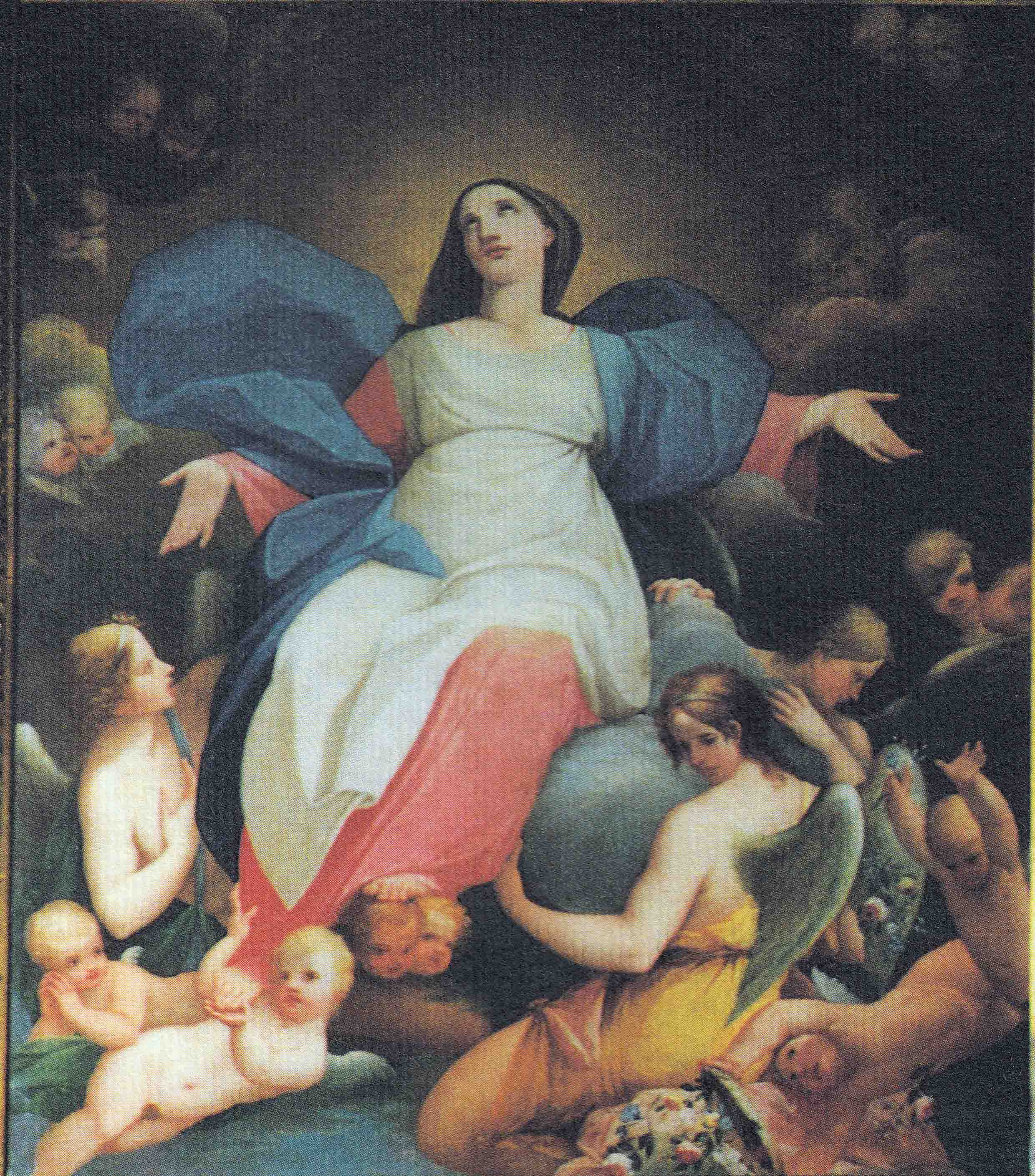
Madonna Assunta tra schiere d'Angeli, Luigi Pistocchi

La chiesa di Santa Maria ad Argiano consiste in un'aula rettangolare di piccole dimensioni. La tribuna non è visibile perché coperta da edifici successivi.
Originariamente il suo aspetto rispettava i canoni dell'architettura romanica minore ma nel 1708 fu trasformata in un edificio di stile tardo-barocco secondo la moda del tempo; un altro pesante intervento venne fatto nel 1795/96.
In facciata, nell'architrave del portale di ingresso, si trova scolpita una curiosa iscrizione in greco.
L'interno è estremamente semplice e presenta un solo altare in pietra serena. Un tempo dietro l'altare era collocata la tavola raffigurante Cristo Crocefisso tra San Gerolamo e Sant'Antonio abate. Nel 1796 questa tavola venne spostata in sacrestia dove rimase fino al 21 luglio 1970 quando venne rubata. Era l'opera d'arte più preziosa della chiesa ed era attribuita alla scuola del Verrocchio ma studi critici effettuati prima del furto l'avevano avvicinata all'attività del Perugino giovane. Era alta circa un metro per un metro e settanta di larghezza.
Un'altra opera di notevole interesse un tempo qui era la tavola raffigurante la Madonna col Bambino tra i santi Giovanni battista, Biagio, Giuliano e Antonio abate, del terzo decennio del XV secolo che rappresenta un tipo esempio di altarolo, oggi è esposta presso il Museo di San Casciano.
Le opere ancora qui sono:
- l'Assunzione di Maria fra schiere di angeli festanti, olio su tela firmato e datato 1796 opera di Luigi Pistocchi;
- una Croce astile del XVII secolo con sopra un Crocifisso in rame dorato risalente al XIV secolo;
- Ai lati della tavola del Pistocchi due dipinti su tavola ovali racchiusi da fregi in stucco: rappresentano la Vergine Immacolata e la Presentazione di Gesù al Tempio e risalgono al XVIII secolo. Durante dei restauri, sotto questi due dipinti, sono emerse le tracce di un affresco raffigurante San Pietro e San Paolo risalenti al XVI secolo;
- Sei tele del XVIII secolo di ignoto raffiguranti episodi della vita di Maria;
- Un ciborio in pietra serena del XV secolo;
- sulle pareti laterali sono collocati 14 quadretti rappresenti la Via Crucis. La particolarità di questi quadretti sta negli abiti dei personaggi raffigurati, tutti in abiti spagnoli e arabi e nelle didascalie testi in latino e in spagnolo.

## Bibliografia

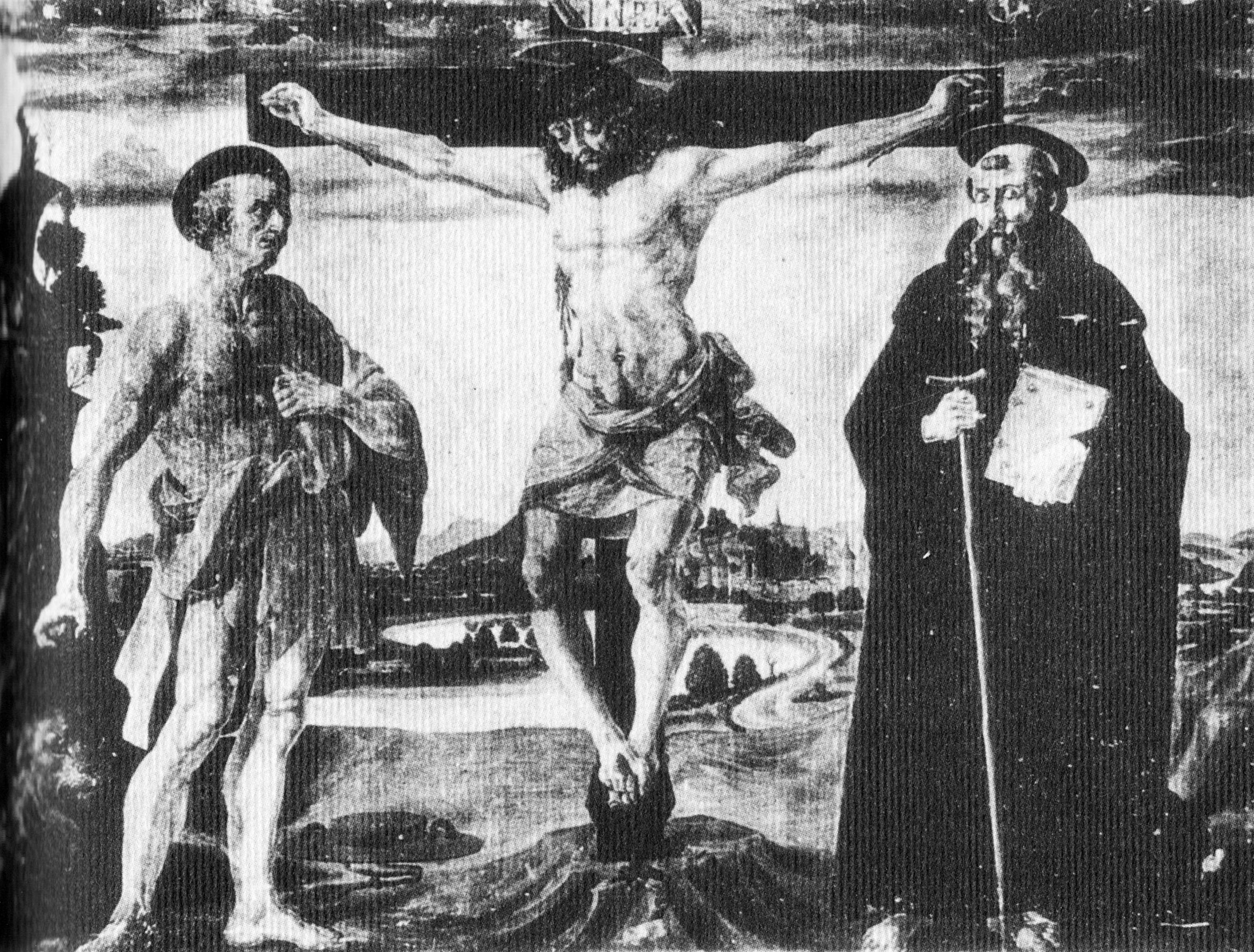
Cristo Crocefisso tra San Gerolamo e Sant'Antonio abate, opera forse del Verrocchio o del Perugino, rubata nel 1970